# Пол Майкл Стефані
Пол Майкл Стефані (8 вересня 1944 — 12 червня 1998) — американський серійний убивця. Також відомий як «Вбивця з плаксивим голосом», через те, що анонімно телефонував поліції і повідомляв про свої злочини високим та писклявим голосом. Стефані вбив трьох жінок в районі Міннеаполіс-Сент Пол.

## Вбивства
31 грудня 1980 року, Стефані скоїв напад на Карен Потек в Сент-Полі, Міннесота, завдавши численних травм і пошкодивши мозок. Стефані самостійно зателефонував поліції о 3-ї ночі, щоб повідомити про атаку, не вказуючи ні місця, ні свого імені, а просто сказавши: «Біля мене поранена дівчина».

Його наступною жертвою була Кімберлі Комптон, 18-річна студентка з Вісконсину. 3 червня 1981 року в Сент-Полі Стефані вбиває Кімберлі, та знову телефонує поліції в істериці:
Чорт забирай, коли ж ви мене знайдете? Я щойно вбив людину льодорубом. Я не можу себе зупинити. Я продовжую вбивати людей.
Два дні по тому він зателефонував поліції сказати, що він шкодує про свій вчинок. Зокрема, він заявив, що готовий здатись, але він збрехав. 6 червня Стефані зателефонував у газету і сказав, що опис вбивства був неправильним. Його наступний дзвінок був 11 червня. Хлипким, ледь зрозумілим голосом він проскиглив:
Вибачте за те, що я зробив з Комптон…
Черговою жертвою Стефані була Кейтлін Грінінг, яку знайшли мертвою у себе вдома, за Сент-Полом. Стефані пізніше, на допиті, зізнався, що втопив дівчину, тримаючи її за плечі, у її ж ванній у резиденції в місті Розвіль (Міннесота).

Його четвертою, та останньою жертвою була Барбара Сімонс, сорокарічна медсестра з Міннеаполіської сторони Міссісіпі (річка). Вони познайомились у барі «Гексагон» (Hexagon), після чого Сімонс поділилась зі Стефані сигаретою. Після проведення вечора в барі разом зі Стефані Сімонс сказала офіціантці:
Він досить милий, я сподіваюсь він чудовий чоловік, він навіть запропонував підвезти мене додому.
Сімонс знайшли заколотою до смерті наступного дня. Після вбивства Грінінг не було жодного дзвінка від «Вбивці з плаксивим голосом», але він виправив це згодом, після вбивства Сімонс. Зателефонувавши він сказав:
Не говоріть, просто вислухайте…Мені дуже шкода, що я вбив цю дівчину, я порізав її 40 разів. Кімберлі Комптон була першою жертвою в Сент-Полі….

## Затримання
21 серпня 1982 року Стефані замовив дев'ятнадцятирічну повію на ім'я Деніс Вільямс в Міннеаполісі. Вільямс запідозрила, що щось не так, тоді, коли Стефані почав везти її через парк у заміський район, а не повернувся в місто і повіз її до себе додому. Після того, як вони доїхали до тупика, Стефані завдав їй 15 ударів викруткою. Під час атаки Вільямс змогла розбити пляшку об голову Стефані, уламки якої залишили великі порізи на його голові й обличчі. Крики Вільямс привернули увагу чоловіка, який жив поруч, і як тільки Вільямс побачила, що чоловік її помітив, вона почала боротися зі Стефані його викруткою, змушуючи вбивцю тікати. Чоловік викликав швидку допомогу, а пізніше допоміг ідентифікувати Стефані як нападника. Пізніше, коли вбивця повернувся додому, він помітив сильну кровотечу в себе з голови, та зателефонував по медичну допомогу. Саме цей дзвінок встановив зв'язок між ним та його образом «Вбивці з плакучим голосом» і перекинув всі звинувачення у вбивствах на його ім'я.

## Суд
Під час суду над Стефані по ділу вбивства Сімонс, його колишня дружина, сестра, та жінка з якою він жив, підтвердили, що божевільним «співрозмовником» був Стефані. Ці докази самі по собі були недостатніми, щоб ідентифікувати Стефані як «Вбивцю з плаксивим голосом», оскільки скиглення дуже спотворювало голос. Стефані був визнаний винним у справі вбивства Сімонс, та замаху на вбивство Вільямс, і був засудженим до 40 років ув'язнення. Він помер 1998 року у в'язниці від раку шкіри.

## Подальші зізнання
У 1997 році Стефані діагностували рак шкіри, і коли він зрозумів, що залишилося дуже мало часу на життя, Стефані вирішив зізнатись у вбивствах Кім Комптон, Барбари Сімонс і Кейт Грінінг. Узагалі-то він не був підозрюваним у вбивстві Грінгінг, тому що тільки після цього вбивства не телефонував у поліцію, як він робив у всіх інших випадках. Стефані зізнався у (1) нападі на Карен Потек в 1980-му, (2) вбивстві Кімберлі Комптон в 1981-му. (3) утопленні Кейтлін Грінінг в 1982-му, (4) вбивстві Барбари Сімонс в 1982-му, та (5) нападі на Деніс Вільямс в 1982-му.